# 全国治水砂防協会

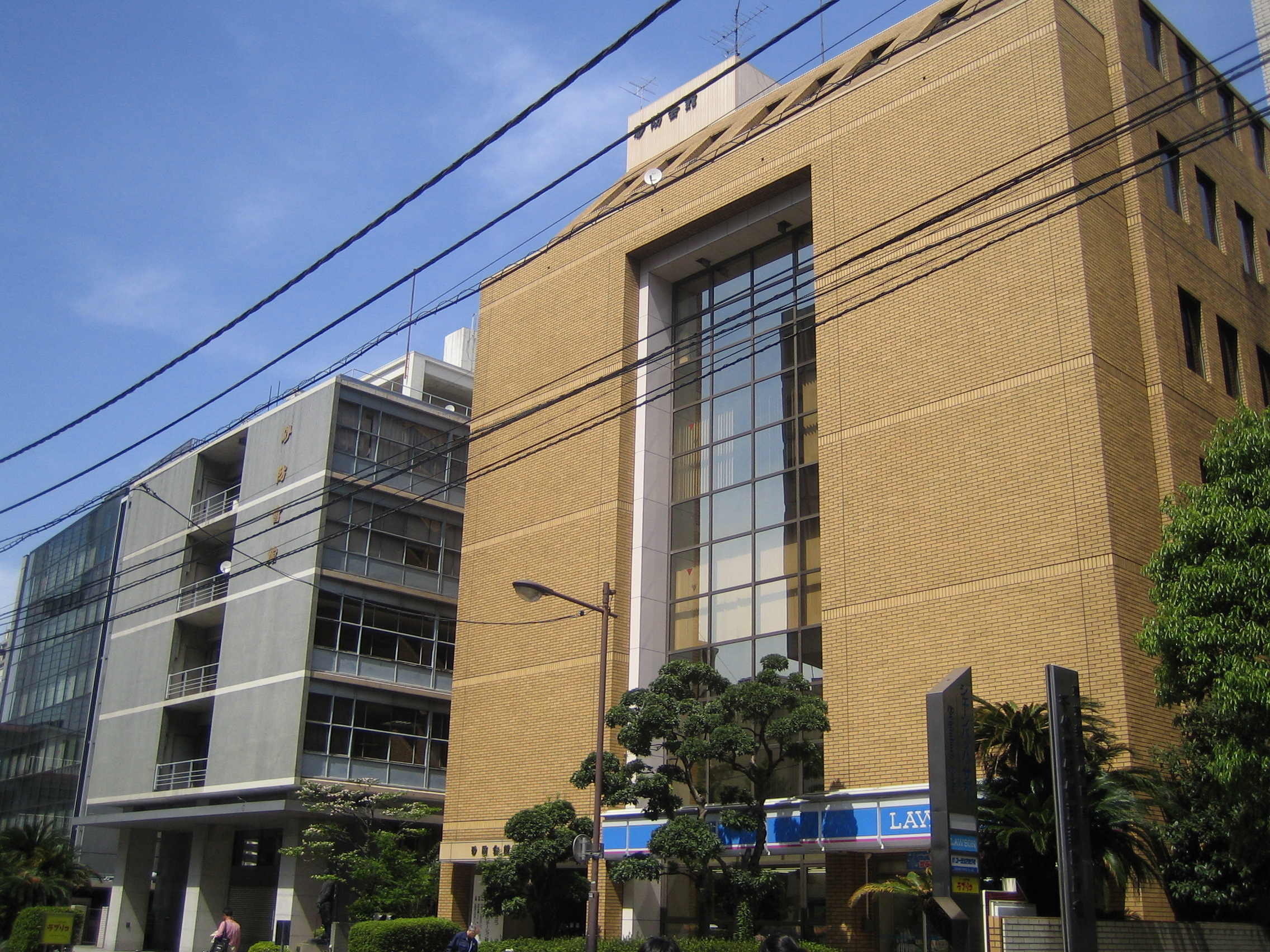
砂防会館（奥が本館、手前が別館）。東京都千代田区

一般社団法人全国治水砂防協会（ぜんこくちすいさぼうきょうかい）は、本部は砂防会館で、会員は市町村から構成されており、現在約1,500会員である。元国土交通省河川局所管。

## 概要
- 目的 - 砂防、地すべり並びに急傾斜地の崩壊（がけ崩れ）対策等に関する必要な方策を考究するとともに、関係事業に関する一般の認識を深め、これらの事業の促進により災害の防止軽減を図り、もって公共の福祉の増進に寄与する。
- 沿革 - 1935年（昭和10年）1月、任意団体である全国治水砂防協会が発足。1940年（昭和15年）2月15日、任意団体を社団法人化するための全国治水砂防協会設立総会が開催、同年4月に新協会が発足。当時の事務所は赤坂溜池の三会堂。
- 代表者 - 会長：森山裕
- 本部所在地 - 東京都千代田区平河町二丁目7-5　砂防会館

## 歴代役員

### 歴代会長
※ 歴代の会長は以下の通り
| 代 | 会長       |
| -- | ---------- |
| 1  | 末次信正   |
| 2  | 徳川家正   |
| 3  | 河野一郎   |
| 4  | 田中角栄   |
| 5  | 西村英一   |
| 6  | 金丸信     |
| 7  | 唐沢俊二郎 |
| 8  | 綿貫民輔   |
| 9  | 森山裕     |

### 歴代理事
- 理事長 - 大野宏之
- 常務理事 - 亀江幸二, 南哲行